# Takanori Sekine
Takanori Sekine é um empresário e agrônomo nipo-brasileiro, reconhecido como um dos pioneiros da hidroponia comercial no Brasil, em uma parceria fundamental com seu sócio Shigeru Ueda.
Junto a Ueda, Sekine foi responsável por trazer do Japão a Técnica do Fluxo Laminar de Nutrientes (NFT) no início da década de 1980, adaptando-a para o cultivo em escala no Brasil. A dupla estabeleceu suas operações iniciais no estado de São Paulo, onde se dedicaram à produção de hortaliças folhosas e ao desenvolvimento de um mercado para os produtos hidropônicos, que até então eram desconhecidos no país.
O esforço conjunto de Takanori Sekine e Shigeru Ueda foi crucial para superar os desafios iniciais e consolidar a hidroponia como um setor relevante na agricultura brasileira, inspirando e fornecendo a base técnica para uma nova geração de produtores.